# 류블랴나 요제 푸치니크 공항
류블랴나 요제 푸치니크 공항(Ljubljana Jože Pučnik Airport, 슬로베니아어: Letališče Jožeta Pučnika Ljubljana, IATA: LJU, ICAO: LJLJ, 이전 명칭: Brnik Airport, Letališče Brnik)은 슬로베니아의 최대 공항이자 류블랴나를 관할하는 국제 공항이다. 류블랴나에서 북서쪽으로 24킬로미터, 크란으로부터 동쪽으로 9.5킬로미터 지점에 있다.